# Amtsgericht Bergisch Gladbach
Der Bergisch Gladbacher Stadtteil Bensberg ist Sitz des Amtsgerichts Bergisch Gladbach, das für die Städte Bergisch Gladbach, Overath und Rösrath sowie die Gemeinden Kürten und Odenthal im Rheinisch-Bergischen Kreis zuständig ist. In dem 298 km² großen Gerichtsbezirk leben rund 196.000 Menschen. Außerdem ist das Amtsgericht Bergisch Gladbach für die Landwirtschaftssachen der Amtsgerichtsbezirke Bergisch Gladbach, Leverkusen und Wermelskirchen zuständig.

## Übergeordnete Gerichte
Das dem Amtsgericht Bergisch Gladbach übergeordnete Landgericht ist das Landgericht Köln, das wiederum dem Oberlandesgericht Köln untersteht.

## Geschichte

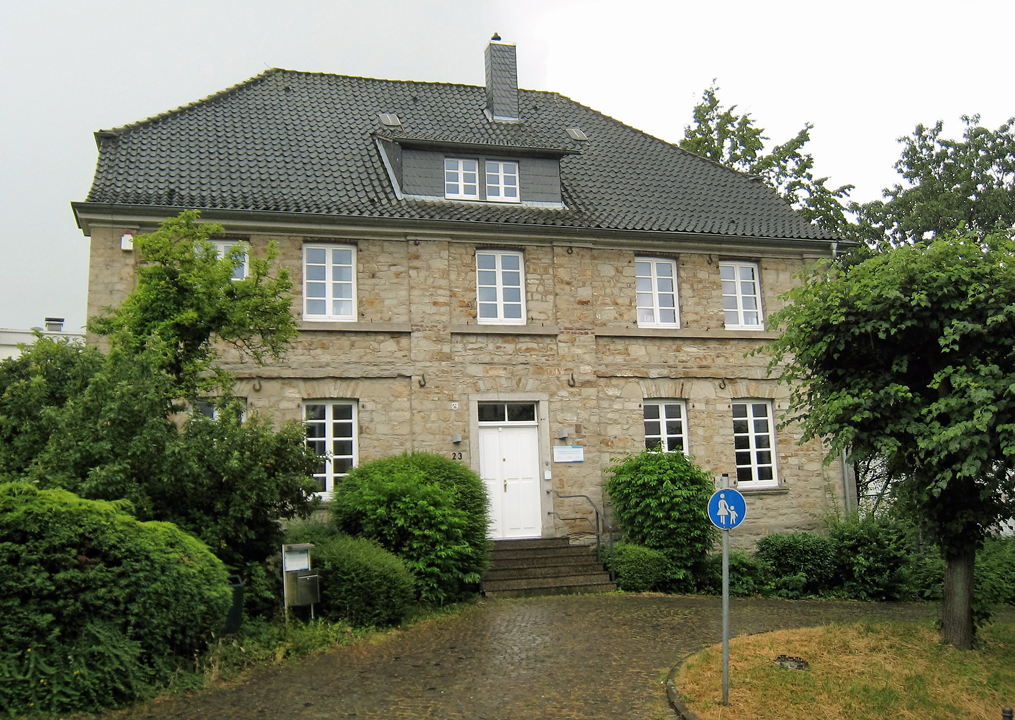
Ehemaliges Amtsgericht Bensberg gegenüber dem jetzigen Standort in der Schloßstraße. Nutzung des Gebäudes als Gericht von 1879 bis 1902.

Bereits im Mittelalter war Bensberg regionales Zentrum im Herzogtum Berg. Neben dem alten Schloss Bensberg als zeitweiliger Wohnsitz der Grafen von Berg war Bensberg auch Sitz des Obergerichts des bergischen Amts Porz.
In der napoleonischen Zeit wurde das Gerichtswesen reformiert. 1811 wurde aus dem Obergericht ein Friedensgericht, das  für den Bereich der heutigen Städte und Gemeinden Bergisch Gladbach, Odenthal und Rösrath zuständig war. 1816 kam vom Friedensgericht Lindlar der Bereich der heutigen Stadt Overath dazu. Dies blieb auch zu Zeiten der preußischen Rheinprovinz bestehen. 1879 wurde das Friedensgericht aufgrund des neuen im Deutschen Reich geltenden Gerichtsverfassungsgesetzes durch das Amtsgericht Bensberg ersetzt.
1906 bezog das Amtsgericht Bensberg ein neues Gebäude an der Gladbacher Straße (Das Gebäude wurde Anfang der 1970er Jahre abgerissen. Lage: ⊙). Aufgrund der Erhöhung der Mitarbeiterzahl wurde 1962 der Neubau unterhalb des Bensberger Schlosses in der Schloßstraße bezogen.
Nach der kommunalen Neugliederung 1975 wurde Bensberg Teil der Stadt Bergisch Gladbach und damit die Bezeichnung auf Amtsgericht Bergisch Gladbach angepasst. Im Zuge dessen kam die Gemeinde Kürten vom Amtsgerichtsbezirk Wipperfürth nach Bergisch Gladbach.
Das Gebäude wurde 2004 um zwei Flügel erweitert.